# Dickenberg (Ibbenbüren)
Dickenberg ist ein Ortsteil im Nordwesten der Stadt Ibbenbüren und liegt somit im Herzen der Region Tecklenburger Land des Kreises Steinfurt (Nordrhein-Westfalen). Bis zum 1. Januar 1975 gehörte der Ortsteil zur ehemaligen Gemeinde Ibbenbüren-Land.

## Geographie

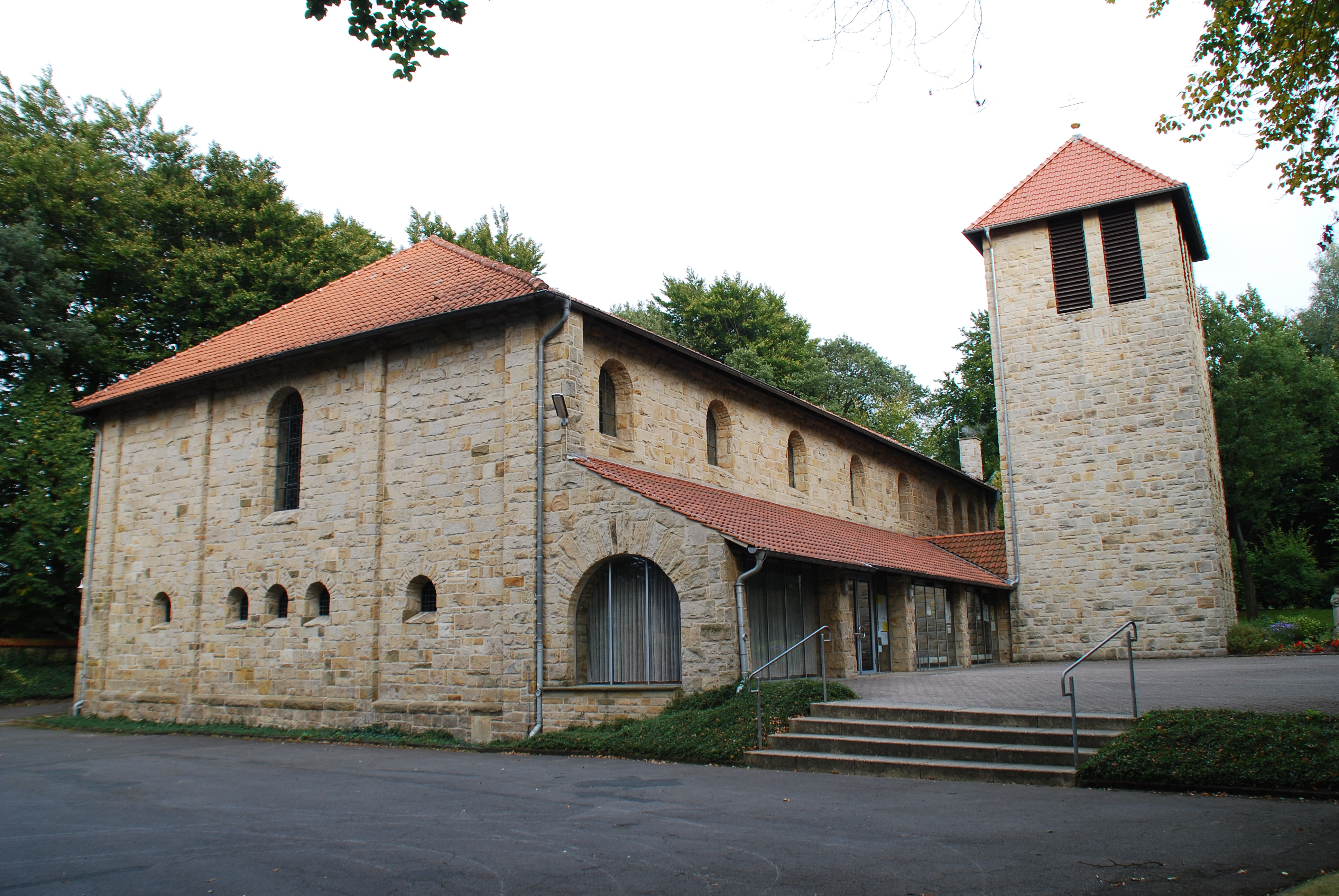
Barbarakirche Kath. Kirche des Ortsteils

Dickenberg liegt im Westteil des Schafberges. Nördlich grenzt der Ort an Obersteinbeck, nordöstlich an Steinbeck, die beide zur Gemeinde Recke gehören. Westlich liegt der ebenfalls zu Ibbenbüren gehörende Ortsteil Uffeln an. Südlich befindet sich Püsselbüren, südöstlich das Stadtzentrum Ibbenbürens und östlich Bockraden. Nach Bockraden hin trennt sich die Ortschaft Dickenberg mit der Senke des Bockradener Grabens zu Bockraden ab. Die höchsten Punkte des Dickenbergs bilden die zu Steinbeck bzw. Obersteinbeck angrenzenden Bergehalden des Bergwerks Ibbenbüren.

### Einwohner
| Datum      | Einwohner |
| ---------- | --------- |
| 31.12.2006 | 3299      |
| 31.03.2013 | 3223      |
| 31.12.2015 | 3291      |
| 31.12.2023 | 3256      |

## Geschichte

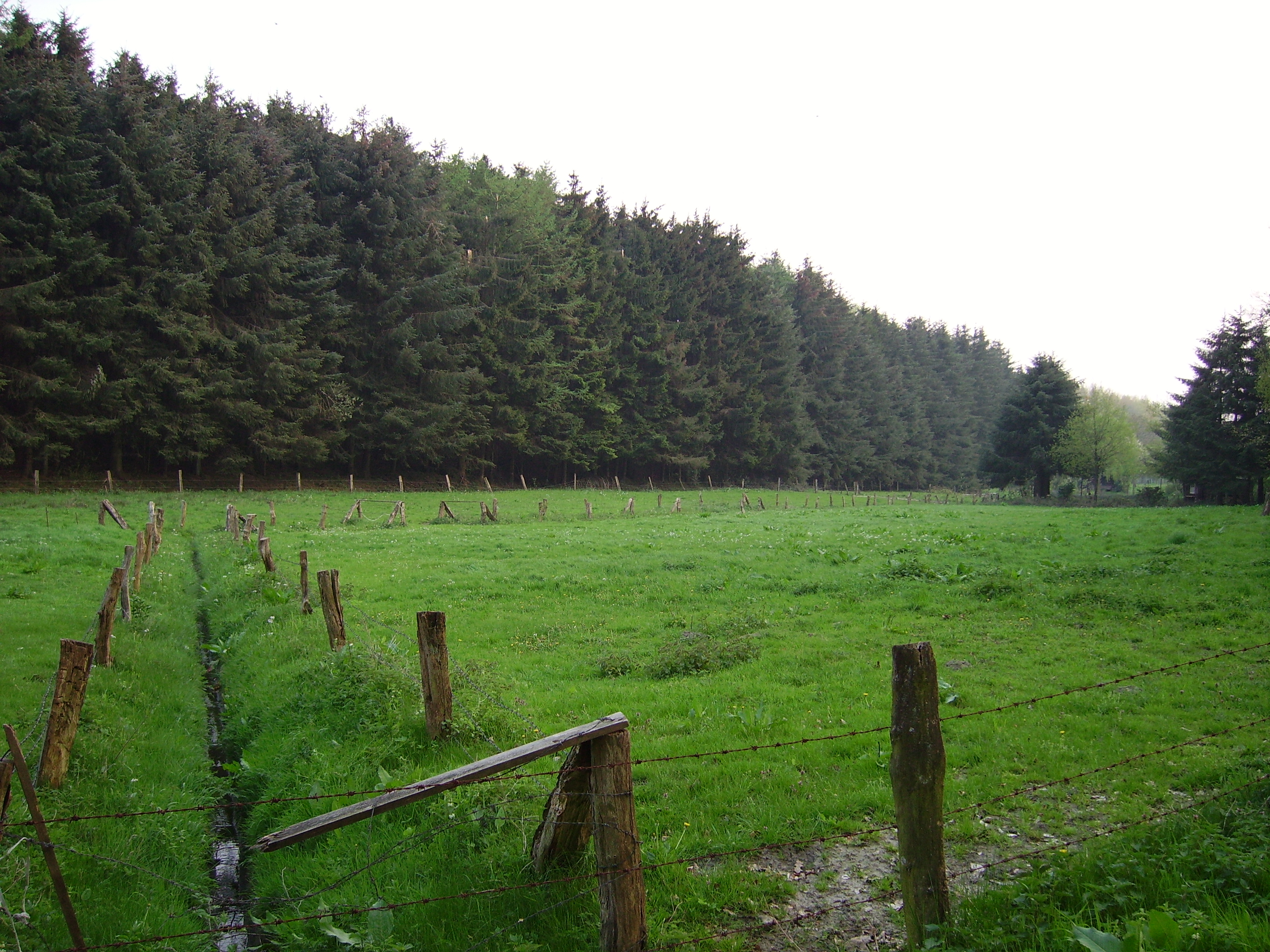
Das Mellenlied, heute auch häufig Ossenliet genannt

Der bis in das 16. Jahrhundert kaum besiedelte und stark bewaldete „Dickenberg“ wurde vom Süden aus Püsselbüren mit Siedlerstellen langsam besiedelt. Der Siedlungskeim befand sich im „Mellenlied“, einem Tal südlich des Dickenberges und nördlich Püsselbürens. Nach 1700 begann mit Errichtung des Preußischen Bergamtes am späteren Abendsternschacht die weitere Besiedlung des Dickenberges. Die Waldflächen wurden gerodet und es entstanden weite Heideflächen.
Am 2. Dezember 1951 wurde die katholische Kirche St. Barbara eingeweiht.
An der heutigen Hellendorner Straße wurde eine Windmühle errichtet. Mit der Abtrennung der Bauerschaft Dickenberg von dem Ort Püsselbüren 1957 wurde der Dickenberg ein selbständiger Ortsteil in der Gemeinde Ibbenbüren-Land. Bis heute wurden zahlreiche Siedlungen angelegt und die Bevölkerung stieg rasch an.

## Verkehr

### Straße
Dickenberg liegt an der ehemaligen Bundesstraße 65, die im Zuge des Baus der Autobahn 30 zu einer Landstraße zurückgestuft wurde.
Von dieser zweigt im Ortsteil die L-504 Richtung Lingen über Hopsten ab. Die Autobahn 30 liegt wenige Kilometer südlich in der Ibbenbürener Talung.
Kreisstraßen führen nach Recke und Püsselbüren.

### Schiene
Nur wenig südlich des Ortes liegt in Püsselbüren der Bahnhof Ibbenbüren-Esch der als Personen und Güterbahnhof dient. Von hier aus Verkehren Züge in Richtung Rheine und auch Osnabrück.
Zum Kanal in Uffeln und zum Bahnhof Hörstel bestand lange Zeit eine Schmalspurbahn, die die Ziegeleien und Bergwerke sowie Steinbrüche mit dem Mittellandkanal sowie der Bahnstrecke Löhne–Rheine verband.

### Wasserstraßen
Westlich und auch nördlich des Ortes verläuft durch die Nachbarorte Uffeln und Obersteinbeck der Mittellandkanal.

## Wirtschaft
Auf dem Dickenberg befand sich bis ins Jahr 1979 die Steinkohlenzeche Westfeld. Mit ihrer Stilllegung gingen zahlreiche Arbeitsplätze verloren. Die Ziegeleien Brockmann, Habbes und Möller waren in der Vergangenheit nach der Zeche die größten Arbeitgeber auf dem Dickenberg. Bis 2011 existierte die Ziegelei Möller auf dem Dickenberg unter dem Namen Stradalit. In den unzähligen Steinbrüchen wurde und wird noch heute der begehrte Ibbenbürener Sandstein gebrochen und in aller Welt exportiert.

### Ziegeleien

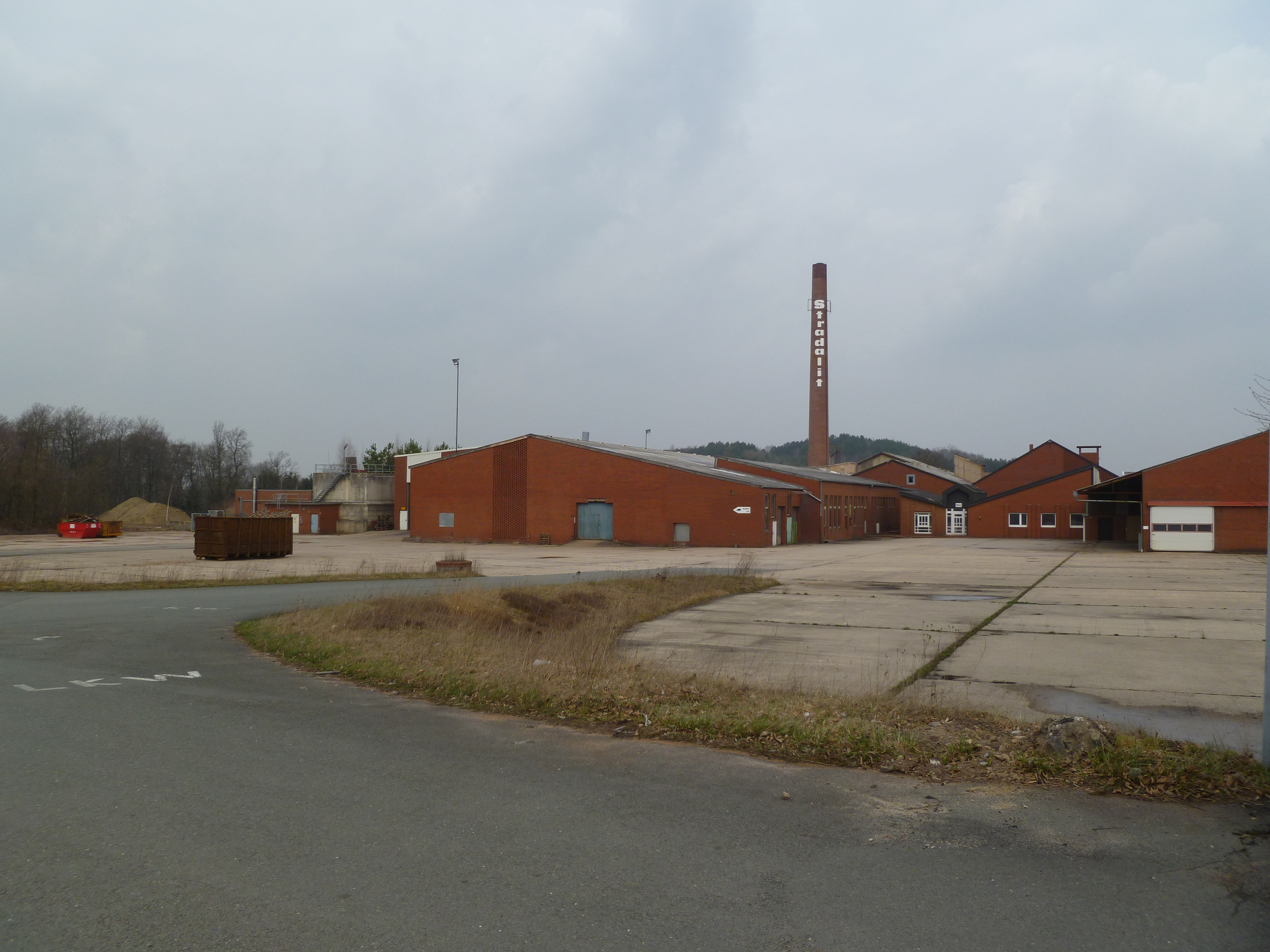
2011 wurde die Ziegelei Stradalit auf dem Dickenberg stillgelegt

Schon seit 1672 bestanden sporadisch Feldziegeleien auf dem Dickenberg die den lokal vorkommenden Ton und Lehm nutzten. Feste Ziegeleien haben sich ab dem 19. Jahrhundert an drei Standorten am Dickenberg entwickelt.
Ziegelei Brockmann
Die Ziegelei Brockmann wurde 1871 vom Gastwirt Heinrich Knüppe aus Püsselbüren errichtet. Heinrich Brockmann der spätere Eigentümer arbeitete hier zunächst als Ziegelmeister. Er war als Wanderziegeler aus dem Lippischen gekommen. Als er 1884 die Ziegelei übernommen hatte, erweiterte er sie gleich um zwei Öfen und errichtete das Blitzenburg genannte Arbeiterwohnhaus. 1903 wurde die Ziegelei stillgelegt, da sie vollkommen veraltet und dem damaligen Stand der Technik unterlegen war. Ab 1972 wurde die Sonnenscheinsiedlung auf dem ehemaligen Ziegeleigelände und ihren Abbauflächen errichtet. Heute zeugt noch ein Gedenkstein am Siedlungsspielplatz an den Standort der Ziegelei.
Ziegelei Habbes
Die Ziegelei Habbes wurde 1891 als Handziegelei errichtet. 1895 wurde der Ringofen der Ziegelei erbaut und ging um 1902 an Wilhelm Habbes und seinen Prokuristen Wilhelm Schnepper. Diese betrieben die Ziegelei als Saisonbetrieb und bauten die Ziegeleibahn zum Hafen in Uffeln und zur Bahnstation in Hörstel. 1949 wurde die Ziegelei um eine Trockenkammer mit Koksbetrieb erweitert. Da die Preußag mit ihrem Bergwerk Westfeld Interesse an der Ziegelei hatte, wurde sie 1961 an diese verkauft. Die Preußag betrieb sie noch bis 1969 die Tonvorkommen vor Ort erschöpft waren. Im Anschluss wurden fast alle Gebäude beseitigt und der Schornstein umgelegt. Auf dem Gelände befindet sich seit längerer Zeit ein Containerdienst.
Ziegelei Möller
Durch Hugo Berentelg und August Niessing aus Recke wurde die Ziegelei als Ringofenanlage 1886 errichtet. 1922 übernahm der Erbe von Niessing – Carl Möller – die Ziegelei. Durch die Errichtung eines modernen Tunnelofens 1960 und des zweiten 1968 konnte die Ziegelei das Aussterben der Ringofenziegeleien überleben. Zwei markante Schornsteine säumten lange Jahre das Werk, von dem einer in den achtzigern beseitigt wurde. Zu besten Zeiten wurden über 100 verschiedene Formen und Farben an Klinkern von der Ziegelei hergestellt. 1991 wechselte der Besitz zur AKA Ziegelgruppe und wurde unter dem Namen Stradalit betrieben. Aufgrund von Überkapazitäten auf dem Ziegelmarkt wurde das Werk 2011 von der Konzernmutter CRH Clay Solutions GmbH stillgelegt. Damit endete die Jahrhunderte alte Tradition Dickenberger Ziegeleien.

## Bildung

### Kindergärten und Kitas
Auf dem Dickenberg existieren zwei Kindergärten:
- St. Barbara-Kindergarten (katholisch)
- Lukas-Kindergarten (evangelisch)

### Grundschule
Im Kerngebiet des Stadtteils befindet sich die Grundschule des Ortsteils, welche auch für den Nachbarortsteil Uffeln zuständig ist. An den Kirchenpatron der katholischen Kirche auf den Dickenberg angelehnt trägt sie den Namen Barbaraschule.

### Weiterführende Schulen
Auf dem Dickenberg befindet sich ein Teilstandort der Gemeinschaftshauptschule Ibbenbüren. Der Hauptstandort der Schule befindet sich in Laggenbeck.
Die ehemals unter Paul-Gerhard-Schule als eigenständiger Standort geführte Schule wurde mit den anderen Hauptschulstandorten in Laggenbeck sowie der mittlerweile ausgelaufenen Aaseeschule zusammengelegt.

## Natur
Die zahlreichen ehemaligen Steinbrüche bieten ein Refugium für seltene Tier und Pflanzenarten. Auch die Bergehalden bieten für angepasste Pflanzenarten einen Idealen Lebensraum. Die ausgedehnten Waldgebiete laden zudem zum Wandern ein.